# Hatice Nüzhet Gökdoğan
Hatice Nüzhet Gökdoğan (en turc : [haˈtidʒe ˈnyzhet ˈɟœkdoan] ; née le 14 août 1910 et décédée le 24 avril 2003) était une astronome, mathématicienne et universitaire turque. Après avoir étudié les mathématiques et l'astronomie en France alors qu'elle était jeune adulte, Gökdoğan a rejoint la faculté de l'université d'Istanbul en 1934 et a obtenu son doctorat. Elle a été élue doyenne de la faculté des sciences de l'université en 1954, devenant la première femme turque à occuper ce poste, et elle a ensuite été nommée présidente du département d'astronomie, augmentant considérablement les capacités de son département et œuvrant à l'amélioration de la collaboration nationale et internationale entre les astronomes.
Gökdoğan est cofondatrice de la Société mathématique turque (en), de l'Association turque d'astronomie et de l'Association des femmes universitaires turques. Elle a été la première représentante nationale de la Turquie à l'Union astronomique internationale (UAI) et a été reconnue comme la première femme astronome de Turquie,,.

## Jeunesse et éducation
Nüzhet Gökdoğan est née le 14 août 1910 à Istanbul (à l'époque Constantinople). Sa mère s'appelait Nebihe Hanım, tandis que son père était Mehmet Zihni Toydemir, un major général.
À la fin de son adolescence, Gökdoğan a reçu une bourse pour étudier en France ; elle s'est inscrite à l'université de Lyon et en 1932, elle a obtenu son diplôme de premier cycle en mathématiques. Elle s'intéressait vivement à l'astronomie et a ensuite étudié la physique à l'université de Paris, où elle a obtenu un diplôme d'études supérieures. Elle a ensuite effectué un stage à l'observatoire de Paris.

## Carrière
De retour en Turquie en 1934, Gökdoğan a postulé pour travailler à l'observatoire de Kandilli (en), mais sa candidature a été refusée car le directeur ne voulait pas qu'une femme y travaille. Elle a plutôt rejoint l'université d'Istanbul en tant que membre du corps professoral du département d'astronomie. Elle a été la première femme membre de la faculté des sciences de l'école. Elle a terminé son doctorat trois ans plus tard, en soumettant une thèse intitulée Contribution aux recherches sur l'existence d'une matière obscure interstellaire homogène autour du soleil. La thèse de Gökdoğan a été enregistrée comme la première thèse de doctorat achevée à la faculté des sciences de l'université d'Istanbul.
En 1948, Gökdoğan est nommée professeur titulaire à l'université, et cofonde également la Société mathématique turque (en),. Elle est présidente de l'Union turque des Soroptimistes au début des années 1950. Après avoir été élue doyenne de la faculté des sciences de l'université d'Istanbul en 1954, Gökdoğan devient la première femme turque à occuper le poste de doyenne d'université. Elle est membre fondatrice de l'Association turque d'astronomie la même année et en est présidente pendant les deux décennies suivantes. En 1958, elle est nommée présidente du département d'astronomie de l'université d'Istanbul et occupe ce poste jusqu'à la fin de ses fonctions de professeur. Gökdoğan a travaillé dur pour agrandir son département, augmentant progressivement le nombre de personnel de 5 à 18, et elle a développé un certain nombre de nouveaux programmes de collaboration avec des observatoires en France, en Italie et en Suisse. Elle a écrit des manuels d'introduction à l'astronomie et à la spectroscopie pour les étudiants des lycées turcs. Elle a également cofondé l'Association des femmes universitaires turques, et en a été la présidente plus d'une fois.
Gökdoğan était membre de l'Union astronomique internationale (UAI), et en 1961 elle est devenue la première représentante nationale de la Turquie à l'UAI. En août 1961, elle a représenté la Turquie en tant que déléguée à une conférence de l'UAI à Berkeley, en Californie. Pendant son mandat de membre de l'UAI, elle a participé à deux de ses commissions sur la « théorie des atmosphères stellaires » et le « rayonnement et la structure solaires ».
Elle a organisé un certain nombre de symposiums nationaux et internationaux sur l'astronomie en Turquie. L'un de ces événements, à la fin des années 1970, a contribué à renforcer l'intérêt général pour la construction d'un nouvel observatoire national,.
Gökdoğan a pris sa retraite de l'université d'Istanbul en 1980.

## Vie personnelle
Gökdoğan a épousé Mukbil Gökdoğan, qui était professeur d'architecture et ancien ministre des travaux publics. Ils ont eu deux enfants, qui sont tous deux devenus professeurs d'université. Mukbil est décédé en 1992.
Gökdoğan est décédée le 24 avril 2003.

## Héritage
Un Google Doodle a été publié le 14 août 2023 pour célébrer le 113e anniversaire de Gökdoğan.